# Halwill
Halwill – wieś i civil parish w Anglii, w Devon, w dystrykcie Torridge. W 2011 civil parish liczyła 930 mieszkańców. Halwill jest wspomniana w Domesday Book (1086) jako Halgewelle/Halgewilla.